# Maurice Kamto
Maurice Kamto, né le 15 février 1954 à Bafoussam, est un avocat, universitaire et homme politique camerounais qui fût l'ancien ministre délégué à la Justice.
Connu pour avoir fait partie de la délégation camerounaise lors des négociations pour la rétrocession de la presqu'île de Bakassi, territoire disputé avec le Nigeria voisin. En 2004, il quitte la société civile pour rejoindre comme technocrate le gouvernement en tant que ministre délégué auprès du ministre de la Justice. Il présente sa démission le 30 octobre 2011, soit dix jours avant la formation du nouveau gouvernement, puis devient une figure de l'opposition au régime de Paul Biya. 
À la tête du Mouvement pour la renaissance du Cameroun (MRC), il se présente à l’élection présidentielle de 2018 au Cameroun. Il est emprisonné en janvier 2019 pour des faits de présomption de destruction de biens publics d'insurrection, de terrorisme de rébellion et d'hostilité à la patrie et le 5 octobre 2019, à la suite de pressions internationales multiformes, il est libéré ainsi que plusieurs de ses co-accusés à la suite de la décision de Paul Biya de suspendre les poursuites judiciaires contre les militants du MRC et associés arrêtés dans le cadre de la contestation des résultats de l'élection présidentielle au Cameroun d'octobre 2018.

## Biographie

### Enfance, famille et études
Maurice Kamto est né le 15 février 1954 d’une famille modeste de la ville de Bafoussam. Il est témoin de la mise à mort à Bafoussam le 15 janvier 1971 d'Ernest Ouandjié. Ce qui forge sa conscience politique. Il effectue des études à l’université de Yaoundé, où il obtient une licence en droit public. En 1980, il obtient un diplôme d’études approfondies de droit public fondamental et un diplôme d’études approfondies de droit international à la faculté de droit de l’Université de Nice.
En 1982, il est diplômé de l'Institut international d’administration publique de Paris. En 1983, il obtient un doctorat en droit à la faculté de droit de Nice. En 1988, il reçoit le prix Robert-Delavignette de l’Académie des sciences d’outre-mer pour Pouvoir et droit en Afrique noire. Il est agrégé des facultés françaises de droit la même année. Il devient ensuite doyen de la faculté des sciences juridiques et politiques de l’université de Yaoundé II.

### Carrière professionnelle
Il est successivement professeur aux universités de Yaoundé, de Bamenda, de Ngaoundéré et, depuis 1994, à l’université de Yaoundé II. Il enseigne également à l’Institut des relations internationales du Cameroun (IRIC), et à l’École nationale d'administration et de magistrature (ENAM) de Yaoundé. Il est régulièrement invité  par plusieurs universités occidentales et africaines.
Il est membre et conseiller juridique de la délégation camerounaise de la conférence diplomatique de Rome pour la création de la Cour pénale internationale (membre du comité de rédaction) en juillet 1998.
Il est par ailleurs membre de la commission du droit international des Nations unies, dont il est un temps le président.
En 2019, il reste inscrit dans le répertoire des avocats au barreau de l'arrondissement de Paris sous le numéro de toque G0502 avec date de serment le 10 décembre 1997.

### Parcours politique

#### Conflit Cameroun-Nigeria de Bakassi (1994-2008); Accord de Greentree (2006)
Maurice Kamto s’est présenté comme l'un des avocats du Cameroun devant la Cour internationale de justice (CIJ) : il est membre de la commission mixte Cameroun-Nigéria-Nations unies dans la résolution du conflit opposant le Cameroun et le Nigeria sur la presqu'île de Bakassi, frontalière et revendiquée des deux pays.
Désigné chef de la délégation camerounaise par le président Paul Biya, il signe par ordre le retrait effectif des troupes nigérianes de Bakassi, à la suite de l' Accord de Greentree rétrocédant la presqu’île de de Bakassi au Cameroun et évitant un conflit armé.
Par la suite, il est nommé ministre délégué auprès du vice-Premier ministre, ministre de la Justice, garde des Sceaux du Cameroun en décembre 2004.

#### Démission du gouvernement et interdiction de discours (2011-2012)
Il choisit cependant de démissionner du Gouvernement en novembre 2011 et lance, le 13 août 2012, avec d'autres personnalités politiques, le Mouvement pour la Renaissance du Cameroun (MRC) à Yaoundé. Ce nouveau parti d'opposition, qui en agrège plusieurs, a pour objectif de réanimer le débat politique dans ce pays où l'opposition est en général fragmentée. Le Cameroun compte en effet plus de 200 partis politiques et l'élection présidentielle de 2011 comportait à elle seule 23 candidats dont Paul Biya.
Il déclare vouloir « proposer au peuple camerounais des idées nouvelles » et affirme sa conviction « qu’un changement de régime ne s’opère pas nécessairement dans la violence ». Le lancement du MRC est autorisé par le ministre de l'administration territoriale et de la décentralisation.

#### Élection présidentielle de 2018
Il est candidat à  l'élection présidentielle camerounaise du 7 octobre 2018 avec l'ex-maire de Penja Paul Eric Kingue comme Directeur de campagne. Le 8 octobre 2018, au lendemain de l'élection présidentielle aux résultats contestés, il s'autoproclame vainqueur avant le processus de comptage. Mais le Conseil constitutionnel rejette ses recours et le donne en deuxième position, avec 14,23 % des voix, ceci après deux jours d'audience relative au contentieux électoral. Audience au cours de laquelle il ne reconnaît pas les membres du  conseil constitutionnel comme étant habilité à arbitrer sur le contentieux post-électoral.

#### Depuis 2018
Le 11 juillet 2024, Maurice Kamto est convoqué à l'état-major de gendarmerie de l'Ouest, pour être entendu sur une enquête en cours. L'enquête fait suite à une plainte visant Maurice Kamto et deux cadre du Mouvement pour la Renaissance du Cameroun (MRC), déposée par un collectif d'anciens adhérents du parti, qui réclament le remboursement de leurs investissements et qui se disent « victimes d'escroquerie en bande organisée, spoliation, diffamation et non respect des accords de 2013 » . 
Le 12 septembre 2024, devant les médias de son parti, il accuse Elecam, l'organe en charge des élections au Cameroun, ainsi que deux sociétés allemandes de complicité dans la fraude électorale au Cameroun.

#### Élection présidentielle de 2025
Le 18 juillet 2025, il se déclare candidat à l'élection présidentielle d'octobre 2025, sous la bannière du Mouvement africain pour la nouvelle indépendance et la démocratie (MANIDEM). Le 26 juillet 2025, sa candidature est exclue de la liste provisoire des candidats par Elecam, la commission nationale électorale. Le Conseil constitutionnel rejette le 5 août 2025, le recours de Maurice Kamto, le considérant comme « non fondé ».

## Arrestation et mise en résidence
Pendant les mois qui ont suivi les élections contestées de 2018, le MRC a soumis, en vain, pas moins d’une centaine de demandes d’autorisations aux autorités camerounaises afin d’effectuer des manifestations pacifiques. Celles organisées par les partisans du régime Biya et en sa faveur sont autorisées, au grand dam de l’égalité des citoyens camerounais vis-à-vis de leur constitution.

### Arrestation
Le 28 janvier 2019, Maurice Kamto, dont le parti avait finalement appelé à des marches non violentes dites « marches blanches » contre la réélection de Paul Biya, est arrêté par les autorités du Cameroun à Douala en compagnie de plusieurs cadres, sympathisants du MRC, journalistes et membres de sa famille au domicile d'Albert Dzongang. Ils sont conduits au GSO (Groupement spécial des opérations) – une unité d'élite de la police –, à Yaoundé . Il est interpellé pour des faits de droits communs[réf. nécessaire]. Ceci après la mise à sac des ambassades du Cameroun par ses partisans[réf. nécessaire]. Il est accusé entre autres d'hostilité envers la patrie et de rébellion.
Soumis à des violences de la part des services de police[réf. nécessaire], Maurice Kamto et 145 autres partisans du MRC sont accusés de huit chefs d'inculpation, dont « incitation à l'insurrection », et transférés 14 jours plus tard à la prison centrale de Kondengui.
Emmanuel Macron, interpellé par Calibri Calibro, un militant de la BAS de France, dira qu'il a fait pression sur les autorités de Yaoundé pour obtenir la libération de Maurice Kamto. Il ajoute que ceci était une condition à la venue de Paul Biya à Lyon en France survenue quelques jours après la libération de Maurice Kamto et quelques co-détenus le 5 octobre 2019. Ce qui fut catégoriquement réfuté par le pouvoir de Yaoundé. La libération est accompagnée de suspension des poursuites judiciaires contre les militants du MRC et associés arrêtés dans le cadre de la contestation des résultats de l'élection présidentielle au Cameroun d'octobre 2018.

### Assignation à résidence
À la suite des marches du 22 septembre 2020, le domicile de Maurice Kamto est bouclé par les forces de l'ordre,.
En octobre 2020, le ministre français des affaires étrangères, Jean-Yves Le Drian, évoque cette affaire lors d'une séance de réponses aux questions des représentants du peuple en France.
Le blocus de sa résidence est levé par le gouvernement le 8 décembre, deux jours après les élections régionales.

## Séquestration de décembre 2021

### Contexte
Alors qu'il revient de Bafoussam où il a assisté à la remise en liberté de deux manifestants du MRC, Maurice Kamto programme sur les journées du 30 novembre et du 1ier et 2 décembre 2021 un séjour à Douala. Il prévoit de visiter des détenus et sympathisants du MRC, son parti politique et par la suite de terminer son séjour à Douala par une séance de dédicace de ses livres.
De l'autre côté, Cyrille Sam Mbaka avait rencontré Kouam Tawa, auteur dramatique, poète et metteur en scène lors d'un événement à l’IFC de Douala. Impressionné, il l’a invité dans son espace culturel pour une dédicace d'ouvrage. Kouam Tawa sollicite alors la présence de l’égérie de ses œuvres qu'est Maurice Kamto. La séance de dédicace est fixée au mercredi 2 décembre 2021 à 16h à "La Chaumière Jazz Club", espace culturel à Bonapriso, appartenant à Cyrille Sam Mbaka.

### Déroulement
La police quadrille et séquestre Maurice Kamto dans son hôtel « Vallée des Princes » à Bessengue le mercredi 01 décembre 2021. Aucun client ne peut plus dès lors ni entrer, ni sortir. La ville, militarisée, la circulation est bloquée aux alentours et les piétons sont fouillés. Il est donné à Maurice Kamto le conseil de « libérer la ville » pour motif de menace de trouble à l’ordre public. La situation dure jusqu'au départ le jeudi 3 décembre 2021.

### Réactions
Cyrille Sam Mbaka :  

« [...] climat qui traduit l'état de dégradation dans lequel notre Pays est plongé aujourd'hui. Le Pr Maurice Kamto au-delà de sa casquette politique, est un chercheur, un universitaire, un enseignant, un juriste, un homme des lettres, un écrivain, mi poète... donc, un homme de culture.
[...] interdire à un artiste de dédicacer ses œuvres dans un temple de la Culture, de communier avec son public, de véhiculer des valeurs culturelles [...] est une lourde entrave tant aux Droits de l'Homme et aux Libertés fondamentales, [...]. C'est inacceptable »

Maitre Claude Assira :

« Tout ça pour quoi ? Pour sa présence à un événement artistique et culturel !
Quelle galéjade !!!
Comment pourrons-nous expliquer demain notre silence devant de telles violations? Sommes-nous sûrs que ce genre d’arbitraire n’est pas susceptible de se renouveler contre l’un quelconque d’entre nous ou des nôtres ?
Certes, nous ne pouvons pas nous battre contre les armées et nous devons rester républicains dans nos réactions de tous les jours et nos attitudes, mais notre silence est lourd de nos lâchetés…! »

## Œuvres
Il est auteur et co-auteur de plusieurs publications notamment Regards sur le droit public en Afrique :
- Mélanges en l'honneur du Doyen Joseph-Marie Bipoun-Woum.
- Droit constitutionnel des États africains  [31]